# Gunung Kemala (Prabumulih Barat)
Gunung Kemala is een bestuurslaag in het regentschap Prabumulih van de provincie Zuid-Sumatra, Indonesië. Gunung Kemala telt 2809 inwoners (volkstelling 2010).